# Praseodym(III,IV)-oxid
Praseodym(III,IV)-oxid (Pr6O11) ist eine chemische Verbindung der chemischen Elemente Praseodym und Sauerstoff aus der Gruppe der Metalloxide.

## Vorkommen
Praseodym(III,IV)-oxid kommt natürlich als Beimischung in Mineralien wie Bastnäsit, Monazit und Xenotim vor.

## Gewinnung und Darstellung
Praseodym(III,IV)-oxid kann durch Verbrennung von Praseodym mit Sauerstoff gewonnen werden.

## Eigenschaften
Praseodym(III,IV)-oxid ist ein schwarzer geruchloser Feststoff, der praktisch unlöslich in Wasser ist. Das dreiwertige Praseodym ist zweifach, das vierwertige Praseodym ist viermal vertreten. Formal kann man es als Pr2O3 · 4 PrO2 auffassen. Es kristallisiert im kubischen Kristallsystem in der Fluorit-Struktur, wobei 1/12 der Sauerstoffplätze unbesetzt bleiben; der Gitterparameter beträgt 546,8 pm. Es zersetzt sich bei Kontakt mit Wasserdampf zu Praseodym(IV)-oxid und Praseodym(III)-hydroxid.
Zu beachten ist, dass noch andere Zwischenphasen zwischen Praseodym(III)-oxid und Praseodym(IV)-oxid existieren mit der allgemeinen Formel 2 Pr2O3 · m PrO2 (0 <= m <= 8) bzw. PrnO2n-2 (4 <= n <= 12).

## Verwendung
Praseodym(III,IV)-oxid wird für das Färben von Glas und Keramik verwendet.